# Liberty Media
Liberty Media Corporation — американский холдинг, базирующийся в Инглвуде, штат Колорадо. Его интересы включают управляющую компанию чемпионата «Формула-1», радиокомпанию Sirius XM и бейсбольный клуб «Атланта Брэйвз», а также миноритарные пакеты акций в компаниях в различных отраслях.

## История
Создателем компании Liberty Media является Джон Мэлоун. В 1973 году он был назначен генеральным директором Tele-Communications Inc. (TCI), убыточного оператора кабельного телевидения. Под руководством Мэлоуна TCI значительно расширил свою кабельную сеть, а также начал приобретать доли в компаниях по производству телепрограмм и кинофильмов, включая Black Entertainment Television (BET), Discovery Channel, American Movie Classics и Turner Broadcasting. В 1991 году TCI объединился с британским интернет-провайдером United Artists Cable International. В том же 1991 году под давлением антимонопольного управления часть активов была выделена в компанию Liberty Media, однако в 1994 году она воссоединилась с TCI. В 1999 году TCI была куплена концерном AT&T в сделке стоимостью 55 млрд долларов.
В ноябре 2000 года AT&T объявила о начале реорганизации, в ходе которой были созданы четыре новые компании, одной из которых стала Liberty Media. В феврале 2001 года её акции были размещены на Нью-Йоркской фондовой бирже (крупнейшее IPO на то время, $38,4 млрд), а в августе 2001 года она стала полностью самостоятельной компанией. Активы компании оценивались в 52 млрд долларов и включали по большей части небольшие пакеты акций в телекоммуникационных и массмедийных компаниях в США, Европе, Азии и Латинской Америке.
В июне 2005 года большинство активов вне США (Liberty Media International) были объединены с компанией UnitedGlobalCom, создав Liberty Global.
В 2006 году начались переговоры об обмене активами между Liberty Media, News Corporation и Time Warner. 12 февраля 2007 года была завершена сделка с Time Warner, по которой Liberty получила бейсбольный клуб «Атланта Брэйвз», группу журналов и 1 миллиард долларов наличными в обмен на 60 млн акций Time Warner, которые принадлежали Liberty (оцененных в 1,27 млрд долларов по состоянию на 12 февраля 2007 года). 20 февраля 2008 года Федеральная комиссия по связи одобрила сделку стоимостью 11 млрд долларов, которая заключалась в обмене 16,3 % акций News Corp., которые принадлежали Liberty, на 38,4 % акций в операторе спутникового телевидения DirecTV, а также несколько региональных спортивных телеканалов.
В апреле 2007 года Liberty завершила покупку телестанций WFRV-TV (Грин-Бей, Висконсин) и WJMN-TV (Эсканаба, Мичиган), которые принадлежали CBS. В 2011 году они были проданы Nexstar Broadcasting Group за 20 млн долларов.
17 февраля 2009 года Liberty объявила, что инвестирует до 530 млн долларов в оператора спутникового радио Sirius XM Radio Inc., что позволило ему избежать банкротства. Взамен Liberty получила 40 % акций и 2 места в совете директоров.
В 2010 году Liberty Media объявила, что выделит Liberty Starz и Liberty Capital в новую компанию, а сама сменит название на Liberty Interactive. Новая компания получила название Liberty CapStarz, но в 2011 году была переименована в «новую» Liberty Media. Liberty Interactive в 2018 году была переименована в Qurate Retail Group.
В списках Fortune 500 за 2010 и 2011 год Liberty Media занимала 227 и 224 места соответственно.
В мае 2011 года Liberty объявила, что ведёт переговоры о покупке сети книжных магазинов Barnes & Noble за 1,02 млрд долл, в итоге за 204 млн долл. было приобретено 16 % привилегированных акций.
8 августа 2012 года Liberty Media объявила, что выделит Starz в отдельную публичную компанию, выделение завершилось 15 января 2013 года.
В мае 2013 года компания приобрела за 2,62 млрд долларов 27,3 % акций Charter Communications, которые ранее принадлежали Apollo Global Management, Oaktree Capital Management и Crestview Partners.
В 2014 году Liberty Media выделила TruePosition и её долю в Charter Communications в новую компанию Liberty Broadband.
В конце 2016 года Liberty Media согласилась купить Formula One Group за 4,4 млрд долларов, сделка была завершена в январе 2017 года.
В апреле 2024 года Liberty Media за 4,2 млрд евро получила около 86% акций компании Dorna Sports, которой принадлежат права на MotoGP, на ее дочерние серии Moto2, Moto3 и MotoE, а также на чемпионат мира по Супербайку (WBSK). 

## Подразделения
Холдинг Liberty Media включает три группы компаний.

### Braves Group
Выручка в 2022 году составила 588 млн долларов. В подразделение входят:
- Braves Holdings, LLC — бейсбольный клуб «Атланта Брэйвз» и связанная с ним недвижимость (100 %)[25]

### Liberty SiriusXM Group
Выручка в 2022 году составила 9,0 млрд долларов. В подразделение входят:
- Sirius XM Satellite Radio — радиокомпании Sirius XM и Pandora (82,4 %)
- Live Nation Entertainment — организатор концертов (31 %)

### Formula One Group
Выручка в 2022 году составила 2,57 млрд долларов. В подразделение входят:
- Formula One Group — организация автогонок класса «Формула-1» (100 %)
- Associated Partners, L.P. — инвестиционная компания (33 %)
- Drone Racing League — соревнования БПЛА (3 %)
- Griffin Gaming Fund — фонд венчурного финансирования разработчиков видеоигр (3 %)
- INRIX — сбор и анализ данных о движении автотранспорта (4 %)
- Kroenke Arena Company, LLC — спортивный комплекс «Болл-арена» в Денвере (7 %)
- Liberty Technology Venture Capital, LLC — фонд для инвестирования в израильские технологические компании (80 %)
- Meyer Shank Racing[англ.] — гоночная команда IndyCar Series (30 %)
- Overtime Sports, Inc. — спортивные телепрограммы, преимущественно с участием молодёжных команд (5 %)
- Tastemade — производство кулинарных телешоу (6 %)

### Бывшие активы
- Court TV
- WFRV-TV и WJMN-TV (проданы Nexstar Broadcasting Group)
- Starz Media — (75 %); The Weinstein Company, (25 %) 15 января 2013 года была выделена в отдельную компанию из Starz Inc., 8 декабря 2016 года приобретена Lionsgate.
- DirecTV Sports Networks: владелец FSN Pittsburgh, FSN Rocky Mountain/FSN Utah и FSN Northwest (сейчас принадлежит AT&T SportsNet)
- 48 % интерес в DirecTV
- 50 % интерес в Game Show Network
- FUN Technologies, включая Fanball
- Overture Films
- Starz Entertainment (включая телеканалы Starz и Encore)
- Sportsnet (бывшее CTV Sportsnet) (20 %) — теперь принадлежит Rogers Media[26].
- MacNeil/Lehrer Productions (67 %) — продано WETA-TV.
- TruePosition